# CIAM
CIAM (фр. Congres internationaux d' architecture moderne — Међународни конгрес модерне архитектуре) био је организација основана 1928. године и расформирана 1959. године. Она је заслужна за серију конгреса и догађаја широм света, на којима су учествовали најеминентнији савремени архитекти. Циљ је била популаризација идеја модерног покрета у архитектури у свим њеним доменима (пејзажна архитектура, урбанизам, индустријски дизајн итд).

## Утицај
Интересовање CIAM-а је са архитектуре на поље урбаног планирања проширено током расправа о принципима "Функционалног града". Спроведена је анализа на узорку од 33 града, која је за резултат имала предлог CIAM-а да градови морају бити реорганизовани по принципу стриктног функционалног зонирања градова, док се становање као једна од функција треба организовати у блоковима зграда велике спратности, са великим слободним међублоковским просторима. 
Ле Корбизје је ове идеје, изнесене на конгресу CIAM IV, а независно од организације 1942. године, у делу "Атинска повеља". Атинска повеља је у деценијама које су уследиле постала изузетно критикована, због неуспеха њених идеја који су доказани у пракси.

##### Одржане конференције-а
- 1928,  I, Ла Сараз, Швајцарска, Оснивање CIAM-а
- 1929,  II, Франкфурт на Мајни, Немачка, тема: Минимално становање
- 1930,  III, Брисел, Белгија, тема: Рационални просторни развој
- 1933,  IV, Атина, Грчка, тема: Функционални град
- 1937,  V, Париз, Француска, тема: Становање
- 1947,  VI, Бриџвотер, Енглеска, тема: Реконструкција градова
- 1949,  VII, Бергамо, Италија, тема: Уметност и архитектура
- 1951,  VIII, Ходсон, Енглеска, тема: Градски центри
- 1953,  IX, Екс ан Прованс, Француска, тема: Становање
- 1956,  X, Дубровник, Југославија, тема: Становање
- 1959,  XI, Отерло, Холандија, раскол у CIAM-у, организован од стране британске групе TEAM 10